# Capeta tridens
Capeta tridens é uma espécie de aranha saltadora da família Salticidae. Pode ser encontrada no Brasil.